# Hajdukowszczyzna
Hajdukowszczyzna – wieś w Polsce położona w województwie podlaskim, w powiecie hajnowskim, w gminie Narew.
W latach 1975–1998 miejscowość administracyjnie należała do województwa białostockiego.
Prawosławni mieszkańcy wsi należą do parafii Podwyższenia Krzyża Pańskiego w Narwi, a wierni kościoła rzymskokatolickiego do parafii Wniebowzięcia Najświętszej Maryi Panny i św. Stanisława Biskupa i Męczennika w Narwi.

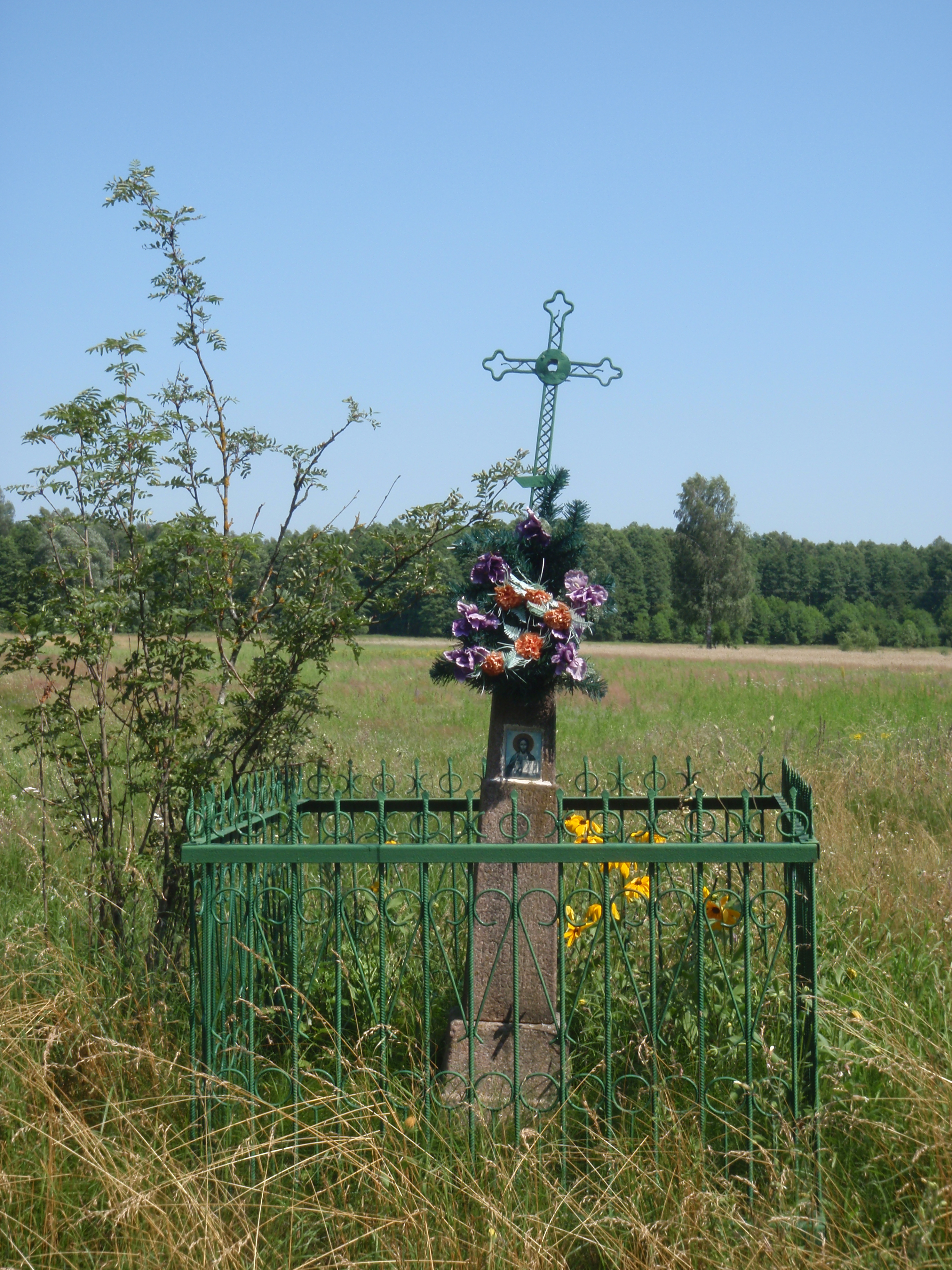
Prawosławny krzyż wotywny